# Грицина Михайло
Михайло Грицина (псевдо: «Хозар», «Чайчук») (21 листопада 1914, с. Корні, Гміна Любича-Королівська, Томашівський повіт, Люблінське воєводство — 19 грудня 1945, с. Бесіди, Жовківський район, Львівська область) — повітовий провідник ОУН Томашівського повіту, інспектор штабу Воєнної округи УПА «Буг» УПА-Захід, командир 11-го (Золочівського) Тактичного відтинку «Пліснисько» (09.1945—†19.12.1945).

## Життєпис
Народився 21 листопада 1914 року в українському селі Корні, яке зараз належить до Польщі (Гміна Любича-Королівська, Томашівський повіт, Люблінське воєводство).
Закінчив Українську Рогатинську гімназію імені Володимира Великого, де вступив до ОУН.
Протягом 1940—1941 — повітовий провідник ОУН Томашівщини. З квітня 1941 підстаршина Дружин українських націоналістів, служив до грудня 1942 року, після чого перейшов до УПА.
У 1943—1944 організаційно-мобілізаційний референт Рава-Руської округи. Протягом 1944—1945 інспектор штабу Воєнної округи УПА «Буг» УПА-Захід. З вересня 1945 і до своєї загибелі командир 11-го (Золочівського) Тактичного відтинку «Пліснисько».

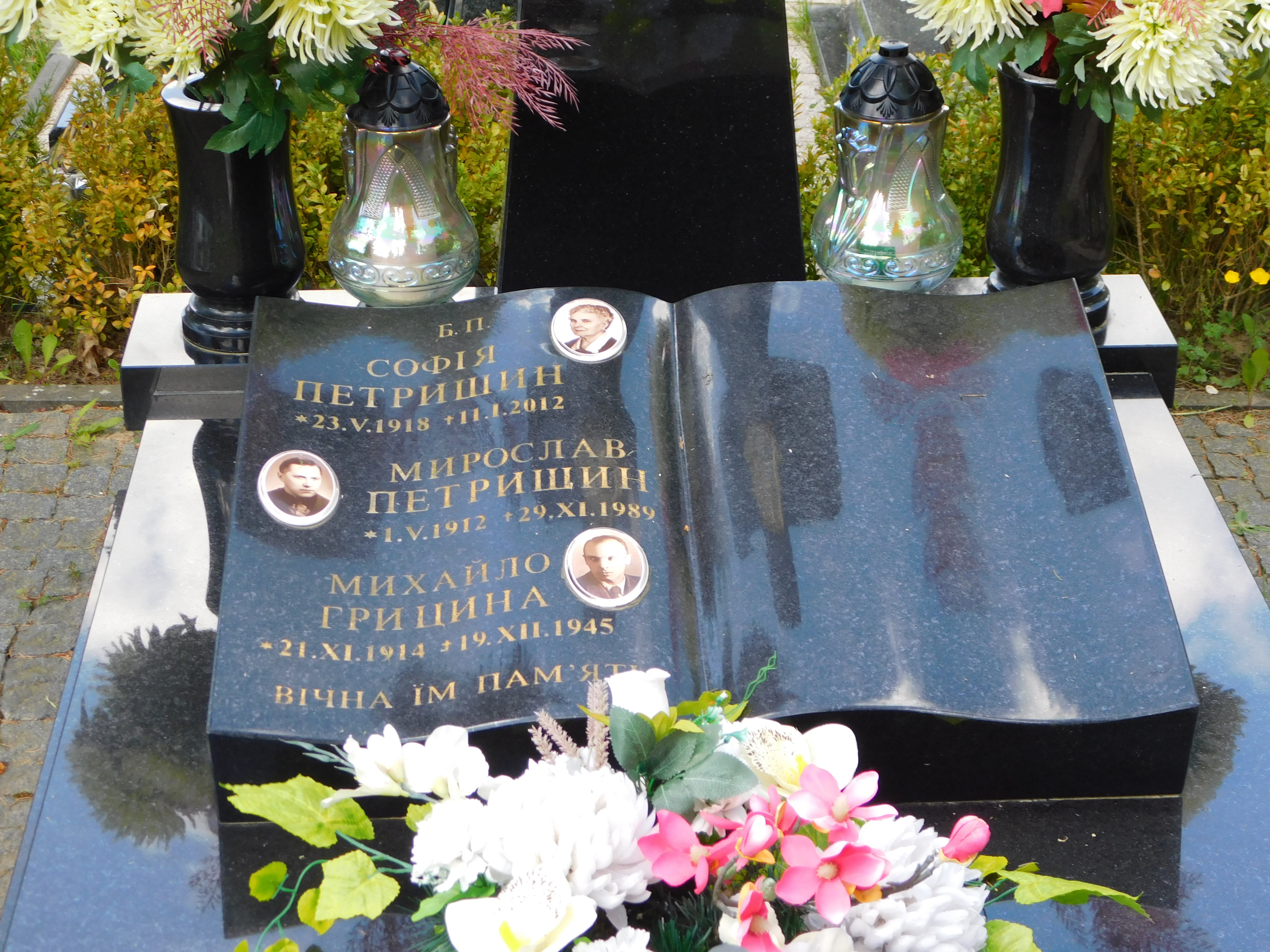
Символічна могила Михайла Грицини у Ельблонгу

Загинув 19 грудня 1945 року в селі Бесіди Жовківського району Львівської області у бою із загоном НКВС.
Символічна могила Михайла Грицини знаходиться на цвинтарі Дембиця в Ельблонгу (сектор 18, ряд 37, могила 6) [Архівовано 9 липня 2021 у Wayback Machine.]. Координати поховання 54.167984°, 19.463039°. У Ельблонгу мешкає його донька з прізвищем Петришин.